# 銀のロバ
『銀のロバ』（ぎんのロバ、The Silver Donkey）はオーストラリア人作家であるソーニャ・ハートネット作の児童文学作品。2006年、野沢佳織が翻訳し主婦の友社から出版された。

## あらすじ
物語は第一次世界大戦の中、フランスの田舎で暮らす姉妹マルセルとココと、戦場から脱走してきたイギリス人の士官・シェパード中尉との出会いから始まる。少女たちが森で出会った中尉は、小さな銀製のロバを握っていた。少女たちは、精神的なストレスのために目が見えなくなった中尉をイギリス海峡を越えた祖国へ帰すために奮闘する。少女たちが食糧を持ってきてくれるお返しに、中尉はロバに関するいろいろな物語を話して聞かせた。その中で、中尉の弟ジョンが自分はひどい病気だと知った時に庭を掘って見つけた銀のロバの話だけは実話であり、彼はそれを弟から譲り受けて持ち歩いていた。銀のロバは少女たちにも幸運と希望を運んでくれるものだった。

## 書誌情報
- 『銀のロバ』（主婦の友社、2006年）　ISBN 4-07-249797-5